# فرناندو سولاناس
فرناندو حزقيال سولاناس (16 فبراير 1936 - 6 نوفمبر 2020)، يُعرف أيضا باسم بينو سولاناس، هو مخرج أفلام وكاتب سيناريو وسياسي أرجنتيني. منذ 2013 أصبح عضوا في مجلس الشيوخ الأرجنتيني.

## حياته
درس سولاناس المسرح، الموسيقى والحقوق. في 1962، أخرج أول فيلم قصير متابعة السير (بالإسبانية: Seguir andando)‏، وفي 1968، أنتج وأخرج أول فيلم طويل فيلم ساعة الأفران (بالإسبانية: La Hora de los Hornos)‏، وهو وثائقي عن الاستعمار الحديث والعنف في أمريكا اللاتينية. حصل هذا الفيلم على جوائز دولية وترجم بعدة لغات. حصل سولاناس على جائزة غراند جوري و جائزة النقاد في مهرجان البندقية السينمائي وجائزة أفضل إخراج من مهرجان كان السينمائي. في 1999، أصبح رئيس هيئة المحلفين في الدورة الحادية والعشرين لمهرجان موسكو السينمائي الدولي. في 2004، حصل على جائزة الدب الذهبي الفخرية في مهرجان برلين السينمائي الدولي.

## حياته السياسية
تابع سولاناس في صناعة الأفلام السياسية وانتقاده فيها لكارلوس منعم، رئيس الأرجنتين آنذاك. في 21 مايو 1991، أصيب سولاناس ب6 رصاصات في رجله، ورغم الهجوم والإصابة، أصبح سولاناس متعلقا أكثر بالسياسية حيث أصبح عضوا في مجلس الشيوخ لبوينس آيرس. وبعد سنة واحدة، انتُخِب النائب الوطني لحزب الجبهة العريضة، ولكنه ترك الحزب بعد سنة.
في أكتوبر 2007، ترشح سولاناس للانتخابات العامة 2007 ممثلا حزب الأصالة الاشتراكي. وجاء خامسا بنسبة تصويت 1.58%.
انتخب سولاناس عام 2009 لمجلس الشيوخ لبوينس آيرس في الانتخابات التشريعية الأرجنتينة الثامنة والعشرين. وأصبح حزبه مشروع الجنوب الأقوى ثانيا بعد حصده لنسبة 24.2% من الأصوات.

## وصلات خارجية
- فرناندو سولاناس على موقع IMDb (الإنجليزية)
- فرناندو سولاناس على موقع مونزينجر (الألمانية)
- فرناندو سولاناس على موقع ألو سيني (الفرنسية)
- فرناندو سولاناس على موقع ميوزك برينز (الإنجليزية)
- فرناندو سولاناس على موقع أول موفي (الإنجليزية)
- فرناندو سولاناس على موقع قاعدة بيانات الأفلام السويدية (السويدية)
- فرناندو سولاناس على موقع أول ميوزيك (الإنجليزية)
- فرناندو سولاناس على موقع ديسكوغز (الإنجليزية)
- فرناندو سولاناس على موقع قاعدة بيانات الفيلم (الإنجليزية)
- فرناندو سولاناس على موقع كينوبويسك (الروسية)
- مقابلة مع سولاناس (بالإسبانية)